# R Andromedae
R Andromedae (R And) è una stella variabile del tipo Mira situata nella costellazione di Andromeda, di classe spettrale S, poiché mostra linee di assorbimento del monossido di zirconio nel suo spettro. È stata tra le stelle studiate da Paul Merrill per mostrare le linee di assorbimento dell'elemento instabile tecnezio, che ha permesso di determinare che nelle stelle ha luogo la formazione di elementi pesanti, tramite la nucleosintesi stellare.
La sua magnitudine varia tra 5,8 e 15,2 in un periodo di 409 giorni.

## Osservazione

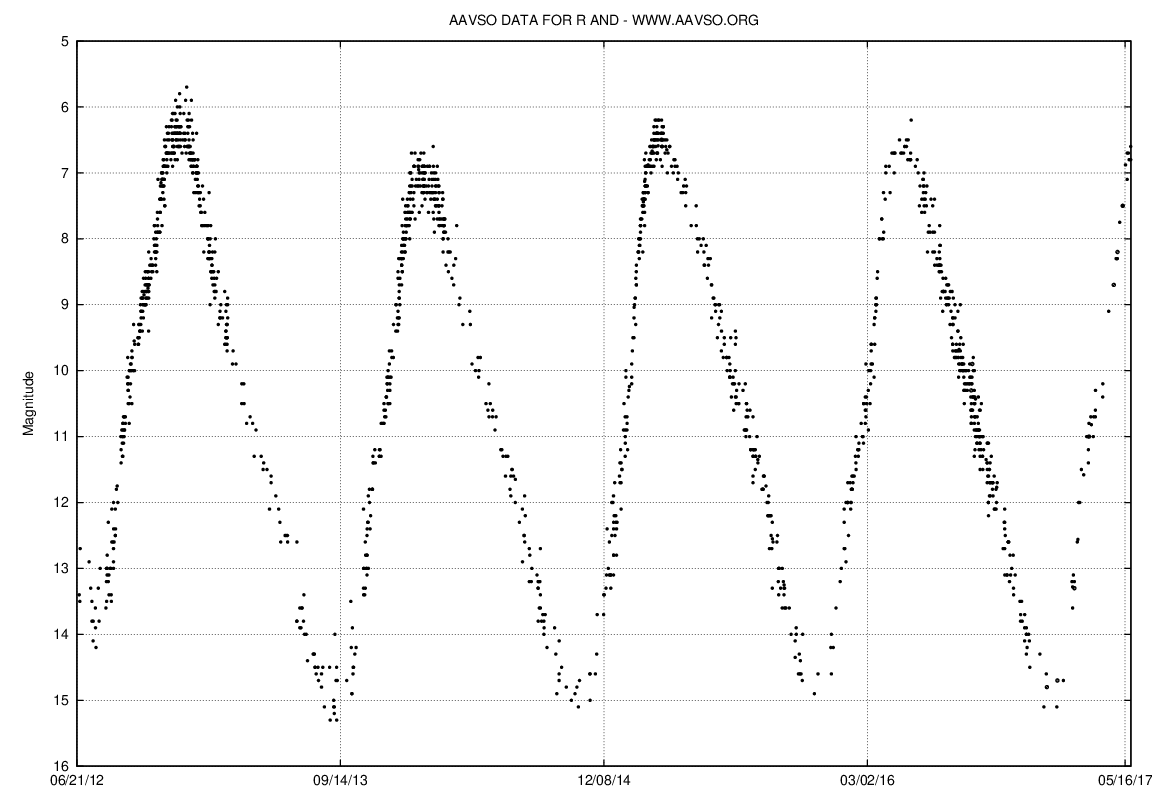
Curva di luce di nel visibile per un periodo di quattro anni, AAVSO.

Si tratta di una stella situata nell'emisfero celeste boreale. La sua posizione moderatamente boreale fa sì che questa stella sia osservabile specialmente dall'emisfero nord, in cui si mostra alta nel cielo nella fascia temperata; dall'emisfero australe la sua osservazione risulta invece più penalizzata, specialmente al di fuori della sua fascia tropicale.
La sua magnitudine varia tra 5,8 e 15,2 in un periodo di 409 giorni. In conseguenza di ciò, la stella non è visibile ad occhio nudo e può risultare un oggetto difficile da individuare anche con un telescopio.
Il periodo migliore per la sua osservazione nel cielo serale ricade nei mesi compresi fra settembre e febbraio; nell'emisfero nord è visibile anche per un periodo maggiore, grazie alla declinazione boreale della stella, mentre nell'emisfero sud può essere osservata solo durante i mesi della tarda primavera e inizio estate australi.

## Caratteristiche fisiche
È una stella gigante variabile del tipo Mira, di classe spettrale S.
Dista 1260 anni luce dal sistema solare e la sua velocità radiale negativa indica che si sta avvicinando.